# Rainer Bader
Rainer Bader (* 24. Februar 1965 in Birenbach) ist ein deutscher Arzt und Professor für Biomechanik und Implantattechnologie an der Universität Rostock. Seine Forschungsschwerpunkte sind Implantate und Endoprothesen sowie die Regeneration von Knochen- und Knorpelgewebe.

## Leben
Rainer Bader wurde am 24. Februar 1965 in Birenbach geboren. In Göppingen bestand er 1984 sein Abitur und begann noch in diesem Jahr ein Medizinstudium an der Universität Ulm, das er 1991 abschloss. Bis 1993 arbeitete er am Kreiskrankenhaus Böblingen als Arzt im Praktikum. Anschließend war er 1993/1994 Stabsarzt im Grundwehrdienst.
1994 begann Bader ein weiteres Studium. Er studierte Medizintechnik an der Hochschule Ulm und erhielt 1999 den Grad eines Diplom-Ingenieurs. In den folgenden drei Jahren war er wissenschaftlicher Mitarbeiter an der Technischen Universität München (TU München), Klinik für Orthopädie und Sportorthopädie, wo er 2001 mit der Dissertation Biomechanische Untersuchungen von Implantaten zur anterioren lumbalen interkorporellen Fusion zum Doktor der Medizin promoviert wurde. 2004 ging er als wissenschaftlicher Mitarbeiter an die Klinik für Orthopädie der Universität Rostock und wurde im Juni des folgenden Jahres Leiter des dortigen Labors „Biomechanik und Implantattechnologie“.
Rainer Bader habilitierte sich 2006 mit der Schrift Mechanische Effekte bei künstlichem Hüftgelenkersatz. Numerische und experimentelle Analyse von Range of Motion, Impingement und Luxationssicherheit. Seit 2009 hat er eine W2-Professur für Biomechanik und Implantattechnologie inne.

## Werke
- Biomechanische Untersuchungen von Implantaten zur anterioren lumbalen interkorporellen Fusion (Dissertation 2000)
- Mechanische Effekte bei künstlichem Hüftgelenkersatz. Numerische und experimentelle Analyse von Range of Motion, Impingement und Luxationssicherheit (Habilitationsschrift 2005)